# اودت ژوایو
اودت ژوایو (فرانسوی: Odette Joyeux‎; ۵ دسامبر ۱۹۱۴ – ۲۶ اوت ۲۰۰۰) هنرپیشه، نویسنده اهل فرانسه بود.
از فیلم‌ها یا برنامه‌های تلویزیونی که وی در آنها نقش داشته‌است می‌توان به لا روند اشاره کرد.
وی همچنین برندهٔ جوایزی همچون لژیون دونور شده‌است.